# The Hunt (canción)
«The Hunt» es una canción de la banda británica de rock New Model Army, perteneciente a su álbum The Ghost of Cain, de 1986. Ha sido versionada por diferentes grupos musicales, entre ellos los brasileños Sepultura, en su disco Chaos A.D (1993). 

## Análisis de la letra
En la misma línea de la composición que da título al primer álbum de New Model Army, «Vengeance» (1984), el tema principal de «The Hunt» es la venganza violenta como respuesta a la injusticia. Es una canción narrativa que describe la “cacería” nocturna de un grupo de personas, entre las que se encuentra el narrador, en busca de un criminal al que acusa de haber destrozado la vida «a cientos de chicos y chicas», incluido su hermano. Tras buscar su rastro por pubs y discotecas, siguen a uno de sus compinches (“cronies”) a través de la ciudad, hasta llegar a la puerta del lugar donde se esconde el delincuente. Tanto el estribillo como el puente final inciden en la necesidad de tomarse la justicia por la mano, sugiriendo la corrupción y la incompetencia de las autoridades policiales y jurídicas:

No police, no summons, no courts of law
No proper procedure, no rules of war
No mitigating circumstance, no lawyers fees, no second chance
And we could spend our whole lives
Waiting for some thunderbolt to come
And we could spend our whole lives
Waiting for some justice to be done
Unless we make our own

(Ni policía, ni citaciones, ni tribunales de justicia. Ni procedimiento adecuado, ni reglas de guerra. Ni circunstancias atenuantes, ni honorarios de abogados, ni segundas oportunidades.

Y podríamos pasarnos la vida entera esperando que llegue un relámpago.
Y podríamos pasarnos la vida entera esperando un poco de justicia, a menos que creemos la nuestra.)

La letra no menciona explícitamente qué crimen ha cometido el antagonista, pero los versos «You will pay the price for my own sweet brother / And what he has become» («pagarás por mi querido hermano, y en lo que se ha convertido») inducen a que la interpretación más extendida sea que se trata de un traficante de drogas.
Una lectura literal de la canción podría hacer que esta se malinterpretase como una apología del llamado vigilantismo, tendencia sociopolítica ante la cual el cantante Justin Sullivan ha mostrado su desacuerdo. Respecto a la letra, admitió que es «muy políticamente incorrecta», pero que su intención no era defender una postura ideológica sobre el tema tratado, sino expresar «una emoción», y que los textos de la banda suelen estar escritos desde diferentes puntos de vista y son, frecuentemente, contradictorios entre sí.

## Análisis musical
«The Hunt» es la primera canción del álbum The Ghost of Cain, donde destaca como una de las piezas más cercanas al punk rock, en contraste con otros temas de mayor eclecticismo musical dentro de esta grabación.
El bajista Jason Harris, que se incorporó a New Model Army en este disco, y el batería Robert Heaton aportan al tema de una base rítmica frenética y contundente, cercana a los 170 bpm. La interpretación vocal de Sullivan se caracteriza por un crescendo de tensión dramática hacia un estribillo explosivo y desgarrado, que cuenta con coros de Harris (repitiendo la palabra “no” entre las frases del vocalista principal) a modo de stacatto, acompañado por los golpes de platillo de Heaton.
La canción está compuesta en una tonalidad de la menor, dotando a los acordes de guitarra de un aire sombrío que conecta con la tradición post-punk y dark wave.

## Versiones
La banda de thrash metal brasileña Sepultura popularizó «The Hunt» para un público no familiarizado con la discografía de New Model Army (de los cuales eran admiradores Igor y Max Cavalera, así como Andreas Kisser) al versionar la canción en 1993 en su LP Chaos A.D, punto de inflexión de su carrera y uno de los discos más influyentes de la década de 1990 dentro de su género a nivel internacional.
Formaciones de sludge metal, crust punk, hardcore y metalcore como los alemanes Rawside (en su álbum Outllaw, de 2004), los griegos Mormo (en 2019) y los norteamericanos Misery (en 2021) han interpretado covers del tema, así como también en este último año White Void —banda noruega de hard rock—, con la colaboración del guitarrista Gregor Mackintosh de Paradise Lost.